# Spitting Off Tall Buildings
Spitting Off Tall Buildings war eine Berliner Punk-Band, in der die ehemalige VJ und Schauspielerin Jana Pallaske unter dem Pseudonym Bonnie Riot sang.

## Geschichte

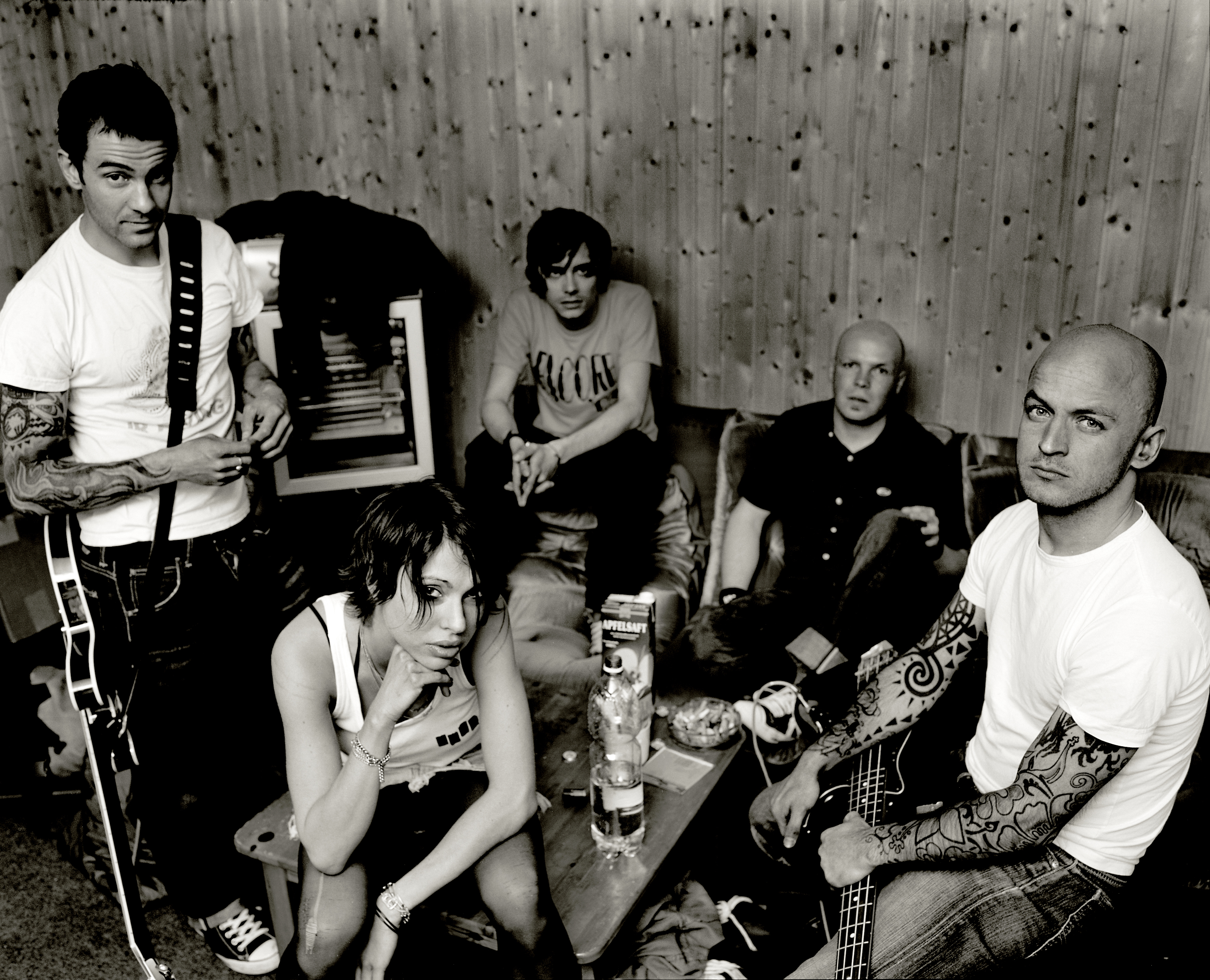
Spitting Off Tall Buildings

Pallaske und Radermacher gründeten im Jahr 2002 die Band. 2003 stießen Jürgens, Albrecht und Eberle hinzu, die sich vom Treptower Veranstaltungsort „Insel“ her kannten. 2004 wurden eine EP aufgenommen und erste Konzerte gespielt. Bei einem dieser Konzerte lernten sie den Musikproduzenten Moses Schneider kennen, der schon für Tocotronic und die Beatsteaks gearbeitet hatte. Über ihn kam die Band zu Sanctuary Records und veröffentlichte dort am 30. September 2005 ihr Debütalbum Spitting Off Tall Buildings. Die Produktion der live eingespielten Musik übernahm Moses Schneider, den Gesang The-Strokes-Produzent Gordon Raphael. Gemischt wurde das Album von Michael Ilbert aus Schweden, der schon mit The Hives, The Hellacopters und Fireside gearbeitet hatte.
Der Name der Band ist der Titel eines Romans des amerikanischen Autors Dan Fante.
Mit Erscheinen des zweiten Albums Good Night and Good Luck auf Exile on Mainstream Records am 11. Mai 2007 gaben Spitting Off Tall Buildings bekannt, dass sie sich Ende 2007 trennen. Das Album wurde innerhalb von einer Woche im Electrical Audio Studio in Chicago aufgenommen und von Steve Albini produziert.

## Diskografie

### EPs
- 2004: Spitting Off Tall Buildings (Eigenvertrieb)

### Alben
- 2005: Spitting Off Tall Buildings (Sanctuary Records)
- 2007: Good Night and Good Luck (Exile on Mainstream Records)